# TVブックメーカー
『TVブックメーカー』（テレビブックメーカー）は、1991年4月8日から1992年3月23日までフジテレビの深夜帯（JOCX-TV+（プラス））で放送されていたクイズ番組。企画はホイチョイ・プロダクションズ。「現在」を取り扱う『マーケティング天国』、「過去」を題材にした『カノッサの屈辱』に続き、「未来」をテーマにした本作で「マーケティング三部作」とも言われた。

## 概要
イギリスのギャンブルの胴元、ブックメーカーをヒントに立てられた企画で、毎週オッズメーカーと3人のベッター（賭ける人）との一進一退の攻防が展開される。
収録は通常は放送の数時間前に行われていたが、生放送だった回もあり、当時真裏で放送されていたテレビ東京の『ザ・スターボウリング』まで対象にした賭けを行っていたこともあった。
なお、最終回で前番組『カノッサの屈辱』で歴史学者を務めた仲谷昇が登場し「今度は未来の生まれる瞬間の研究をしてみたい」としてこのクラブを創設した、と告白している。
この番組はフジテレビのみならず各地で放送されたが、遅れてテープネットされるのが常の非ネットセールス番組の中でこの番組も例外でなかったため（#ネット局の節を参照）、放送される頃には賭けの答えが分かってしまい、面白みが半減するケースもあった。他番組なら遅れネットでも支障がないケースのほうが多いことを考えれば、本番組は放送時に結果が判明している録画放送のスポーツ中継と同様にテープネットに不適な番組でもあった。

## ルール
毎週、これから結果が出るニュース、イベント、雑誌の記事などから2つの題目を立て、それについて賭けを行う。賭けの対象となる題目はクラブマスターのアナウンスによって、これから結果が出るであろうと推測される「予測解答候補」に対してポジティブブファクター（プラス要素）と、ネガティブファクター（マイナス要素）に分けて紹介される。これら両要素は既に結果が出ている過去の事象から綿密に評価がなされ、それらの評価を加味して黒板にオッズメーカーが前述の「予測解答候補」のそれぞれにオッズをつけられる。
原則として1つのテーマに対して賭けるのは1回のみであるが、放送時間拡大版の一部の賭けでは「最初にかけたカノッサを下回らないことを条件として、別の答えに代えることができる」（これを「リプレイス・ベッティング」という）ルールが設けられた。
賭け金には番組独自の硬貨「カノッサ（仲谷の横顔が刻まれている）」が使用され、ベッターの持ち金は100カノッサからスタート。3000カノッサ以上を獲得すると、フジテレビの正面玄関に自分の肖像画を展示することができる。逆に持ちカノッサが全て無くなると“破産”となり、当クラブに一切出入り禁止になるが、クラブとの話し合いによっては、1週書記として働く(当クラブでの規定1回5カノッサ)もしくは乗用車など自分の愛用の品をこのブックメーカーのクラブに預けて100カノッサと交換し再スタートすることもできる（愛用の品を引き出す場合は交換したカノッサに3％の利息がつく）。逆にオッズメーカーは5万の持ちカノッサを全て失うとその職を解かれる。
獲得カノッサが1万以上になると机にカノッサが乗らないため、特別なゴールドバー1本を5000カノッサとして扱った。
途中から一般視聴者もFAX会員として参加が可能になり、1991年6月24日放送回にて、1000通以上の応募の中から抽選で100人を会員として登録した。会員には一般人に混じって漫画家のよしだみほも名を連ねていた。会員の手持ちコインが3000カノッサ以上になるとクラブ内に肖像画を掲げることができた。最終回のトップメンバーの手持ちコインは1870,000カノッサ。

## 放送時間
毎週月曜日 24:40 - 25:10（フジテレビにおいての放送時間）
- 1991年10月7日はスペシャルとして25:20 - 26:20の放送（この時は賭けの題目が3つ出た）
- 1991年12月30日もスペシャルとして23:55 - 25:25の放送（この時は生放送で、賭けの題目が4つ出た）

## 出演者
- オッズメーカー:前田武彦
- クラブマスター:牧原俊幸（フジテレビアナウンサー（放送当時[3]）
- ベッター（この中から、通常は毎週3人が出演）

第1回目のベッター
- 糸井重里（本番組では「糸井重里七（ - セブン）」、のちに「糸井重里七七七（ - スリーセブン）」という名前で出演していた。非常に倍率の高い当たりを何度か出したため、カノッサ数は他を圧倒していた）
- 青木謙知（データに基づく堅実な賭けを展開。出席回数はトップ。最終回では2位終了）
- 栗本慎一郎（中期には愛車のマセラティを抵当に入れて100カノッサを借りたが、最終回ではその借り入れ分を返済した）

第2回目以降
- 秋元康（一時は1,000カノッサ（メンバー3位）まで上げたものの、末期には6カノッサにまで減少してしまった）
- 泉麻人（少量ベットで、最終回には総合3位にとどまっていた）
- 鴻上尚史（しばしば残りカノッサ数が一ケタ台にまで減少したために、「血の1カノッサ」「魂の1カノッサ」と言って賭けていたこともあった。いよいよ破産間近（最小2枚）となった時にはカノッサの代用としてビスケットやせんべいを持ち込んでいたが、当たりを出してもオッズメーカーからビスケットやせんべいが支払われることはなかった。的中率はトップ。最終回では4位で終了。）
- 陣内孝則（当クラブ初の負債を抱えたまま破産により降板。最終回には糸井重里からカノッサを借りて登場している）
- えのきどいちろう（途中降板）
- 黒鉄ヒロシ（破産により降板）
- 井上陽水（マスター役の牧原アナ談によると、井上は正装を嫌いTシャツ姿で参加を希望したが、クラブ側から拒否された経緯がある。出演はスペシャルを含めた2回のみ）

1回のみベッターとして参加
- 松尾貴史
- 相良剛
- 高橋源一郎

クラブオーナー
- 仲谷昇
（前番組『カノッサの屈辱』の「教授」。拡大版スペシャルとして放送された1991年10月8日、オッズメーカー総選挙を行うことを宣言した1992年3月9日、そして最終回の1992年3月23日各放送に「オーナー」として出演）

## スタッフ
- 構成：小山薫堂、山田美保子
- 演出：田中経一、杉本達
- ディレクター：石川陽、市島晃生
- スペシャルアドバイザー：糸井重里七（七七七）、松本方哉
- ビジュアルクリエーター：薗部健
- アートディレクター：対比地一正
- エグゼクティブ・プロデューサー：金光修（フジテレビ）
- プロデューサー：古賀憲一（日本テレワーク）、桜井郁子（フジテレビ）
- 企画：ホイチョイ・プロダクションズ
- 技術：八峯テレビ、TDKコア、プロジェクト80
- 美術：フジアール
- 制作：日本テレワーク、フジテレビ

## FAX会員（一般視聴者）への交換景品
- 外国産タバコ1箱＝3カノッサ
- ビスケット1箱＝6カノッサ
- ジョニーウォーカー(黒ラベル)1本＝80カノッサ
- ドン・ペリニヨン1本＝300カノッサ

※生放送スペシャルでは、FAX会員もスタジオに招待し、合わせてスタッフによる交換業務も行われ、その場で景品を持ち帰ることも出来た。

## ベティング（賭け）の題目の一覧
|    | 放送日時       | お題 | 結果                                                                    | オッズ                                                                  | ベッター結果（太字は的中）                                              | ベッター結果（太字は的中）                                              | ベッター結果（太字は的中）                                              | オッズメーカー資産                                                      |
| -- | -------------- | --- | ----------------------------------------------------------------------- | ----------------------------------------------------------------------- | ----------------------------------------------------------------------- | ----------------------------------------------------------------------- | ----------------------------------------------------------------------- | ----------------------------------------------------------------------- |
| 1  | 1991年 4月8日  | サントリー・ジャパン・オープンテニス 男子シングルスの優勝者は誰か                                                               | ステファン・エドベリ                                                    | 2倍                                                                     | 糸井 -10→90                                                             | 青木 -5→95                                                              | 栗本 -87→13                                                             | +102 50102                                                              |
| 2  | 1991年 4月8日  | TVブックメーカー第1回の視聴率は何パーセントか?                                                                                  | 2.4% （2.0～2.4%）                                                      | 10倍                                                                    | 糸井 -20→70                                                             | 青木 +50→145                                                            | 栗本 +10→23                                                             | -40 50062                                                               |
| 3  | 4月15日        | 映画『グッバイ・ママ』 4月21日(日曜日)観客動員数は何位になるか?                                                                 | 3位                                                                     | 4倍                                                                     | 糸井 -10→60                                                             | 青木 +40→185                                                            | 秋元 -30→70                                                             | ±0 50062                                                                |
| 4  | 4月15日        | ミハイル・ゴルバチョフ大統領の来日時のネクタイの柄は何か?                                                                       | エンジ地にストライプ （その他）                                         | 10倍                                                                    | 糸井 -20→40                                                             | 青木 +200→385                                                           | 秋元 +100→170                                                           | -280 49782                                                              |
| 5  | 4月22日        | F1サンマリノグランプリでの、中嶋悟選手の順位は?                                                                                 | リタイア                                                                | 18倍                                                                    | 松尾 -10→90                                                             | 相良 -10→90                                                             | 栗本 -7→16                                                              | +27 49809                                                               |
| 6  | 4月22日        | ドラマ「水戸黄門 第20部」にて印籠が8時何分に画面に出るか?                                                                       | 20時46分43秒 （20時46分台）                                             | 2倍                                                                     | 松尾 -15→75                                                             | 相良 -10→80                                                             | 栗本 +10→26                                                             | +15 49824                                                               |
| 7  | 4月29日        | 5月1日発表の長者番付で、歌手部門1位は誰か?                                                                                      | 桑田佳祐                                                                | 4倍                                                                     | 鴻上 +240→340                                                           | 青木 +160→545                                                           | 秋元 -40→130                                                            | -360 49449                                                              |
| 8  | 4月29日        | 海部俊樹総理はASEAN歴訪中いつプールで泳ぐか?                                                                                    | 5月1日                                                                  | 3倍                                                                     | 鴻上 -39→301                                                            | 青木 -25→520                                                            | 秋元 -1→129                                                             | +65 49514                                                               |
| 9  | 5月6日         | 5月14日のロッテ×ダイエー戦の外野席総入場者数は?                                                                                 | 3226人 （3000人以上9100人未満）                                         | 40倍                                                                    | 栗本 -10→16                                                             | 青木 -20→500                                                            | 泉 -4→96                                                                | +34 49548                                                               |
| 10 | 5月6日         | 5月15日開店のジュリアナ東京において 開店当日のボディコン娘の発生率は?                                                           | 28.2% （20%以上30%未満）                                                | 6倍                                                                     | 栗本 -10→6                                                              | 青木 -20→480                                                            | 泉 -2→94                                                                | +32 49580                                                               |
| 11 | 5月20日        | 海部内閣の5月での支持率は? | 42.6% （40～45%未満）                                                   | 82倍                                                                    | 高橋 -40→60                                                             | 青木 -20→460                                                            | 泉 -4→90                                                                | +54 49634                                                               |
| 12 | 5月20日        | 5月26日の大相撲夏場所千秋楽での貴花田関の取り組みで 懸賞が何本かかるか?                                                         | 6本 （5本か6本）                                                        | 10倍                                                                    | 高橋 +200→260                                                           | 青木 -10→450                                                            | 泉 -6→84                                                                | -174 49460                                                              |
| 13 | 5月27日        | ペルシャ湾に派遣される日本の掃海艇部隊の 6月9日までの機雷処理数は?                                                              | 0個                                                                     | 64倍                                                                    | 糸井 -5→35                                                              | 青木 -20→430                                                            | 栗本 -3→3                                                               | +28 49488                                                               |
| 14 | 5月27日        | 来週の『美味しんぼ』にて栗田ゆう子は 食後一言目（最初のふきだし）で何と言うか?                                                  | それ以外                                                                | 6倍                                                                     | 糸井 +50→85                                                             | 青木 -20→410                                                            | 栗本 +15→18                                                             | -45 49443                                                               |
| 15 | 6月10日        | 1998年冬季オリンピック開催地に決まるのはどこか?                                                                                 | 長野                                                                    | 6倍                                                                     | 糸井 -20→65                                                             | 秋元 +60→189                                                            | 泉 -3→81                                                                | -37 49406                                                               |
| 16 | 6月10日        | 6月20日発売の「ぴあ」の表紙は誰になるか?                                                                                        | マコーレー・カルキン                                                    | 7倍                                                                     | 糸井 -10→55                                                             | 秋元 -20→169                                                            | 泉 -7→74                                                                | +37 49443                                                               |
| 17 | 6月24日        | 7月1日、リクルート社発表の人気企業ランキング 男子文系の第1位はどこか?                                                           | NTT （その他）                                                          | 50倍                                                                    | 糸井 -10→45                                                             | 青木 -20→390                                                            | 泉 -10→64                                                               | +40 49483                                                               |
| 18 | 6月24日        | 6月27日の株主総会で2時間を超える企業は何社か?                                                                                   | 7社                                                                     | 31倍                                                                    | 糸井 -10→35                                                             | 青木 -10→380                                                            | 泉 +120→184                                                             | -100 49383                                                              |
| 19 | 7月1日         | ウィンブルドン選手権男子シングルス決勝でプレイ中 ボリス・ベッカー、ミヒャエル・シュティヒ両選手が 何回転ぶか?                   | 3回                                                                     | 4倍                                                                     | 鴻上 -100→201                                                           | 青木 -20→360                                                            | 栗本 -9→9                                                               | +129 49512                                                              |
| 20 | 7月1日         | 今週始まるドラマの新番組で 最も第1回目の視聴率が高いのは何か                                                                    | 101回目のプロポーズ                                                     | 2倍                                                                     | 鴻上 -199→2                                                             | 青木 -10→350                                                            | 栗本 -9→0                                                               | +218 49730                                                              |
| 21 | 7月8日         | 7月15日のロンドンサミットの記念撮影で 海部首相は左から何番目に並ぶか?                                                           | 6番目                                                                   | 30倍                                                                    | 糸井 -5→30                                                              | 青木 -15→335                                                            | えのきど -5→95                                                          | +25 49755                                                               |
| 22 | 7月8日         | 7月13日、渋谷駅前で何リットルの献血が集まるか?                                                                                  | 39.2L （35L以上）                                                       | 14倍                                                                    | 糸井 +260→290                                                           | 青木 -10→325                                                            | えのきど -15→80                                                         | -235 49520                                                              |
| 23 | 7月15日        | 「アンアン」で発表される「好きな男」1位は誰か?                                                                                  | 織田裕二                                                                | 2倍                                                                     | 秋元 +50→219                                                            | 青木 -10→315                                                            | 泉 -8→176                                                               | -32 49723                                                               |
| 24 | 7月15日        | 7月21日、東京銀座・日比谷での夏休み映画観客動員数 1位はどれか?                                                                  | ホーム・アローン                                                        | 5倍                                                                     | 秋元 +200→419                                                           | 青木 +60→375                                                            | 泉 -7→169                                                               | -353 49370                                                              |
| 25 | 7月22日        | 日本テレビ『24時間テレビ14』の番組終了時に 発表される募金総額は?                                                                | 2億1340万1619円 （2億以上2.5億未満）                                    | 4倍                                                                     | 糸井 -10→280                                                            | 青木 -10→365                                                            | えのきど -10→70                                                         | +30 49400                                                               |
| 26 | 7月22日        | 7月27日発売の『カノッサの屈辱』単行本 発売2日間の実売率は何%か?                                                                 | 93.4% （50%以上）                                                       | 33倍                                                                    | 糸井 -10→270                                                            | 青木 -15→350                                                            | えのきど -10→60                                                         | +35 49435                                                               |
| 27 | 7月29日        | 米ソ首脳会談の調印式で両大統領が使う万年筆のブランドは?                                                                         | 両者ともパーカー                                                        | 3倍                                                                     | 秋元 +200→619                                                           | 青木 -10→340                                                            | 栗本 -3→102                                                             | -187 49248                                                              |
| 28 | 7月29日        | 神奈川県下で大腸菌の多い海水浴場はどこか?                                                                                       | 大磯                                                                    | 3倍                                                                     | 秋元 +200→819                                                           | 青木 -20→320                                                            | 栗本 +10→112                                                            | -190 49058                                                              |
| 29 | 8月5日         | 8月10日放送のTBS『クイズダービー』で はらたいらは何問正解するか?                                                                | 6問正解                                                                 | 8倍                                                                     | 泉 -10→159                                                              | 青木 +140→460                                                           | えのきど +70→130                                                        | -200 48858                                                              |
| 30 | 8月5日         | 中国を訪れた海部首相が 人民日報の第一面で扱われる面積は何平方cmか?                                                              | 663㎠ （600㎠台）                                                       | 8倍                                                                     | 泉 -6→153                                                               | 青木 -10→450                                                            | えのきど -10→120                                                        | +26 48884                                                               |
| 31 | 8月12日        | 終戦の日に首相と閣僚合わせて何人が靖国神社に参拝するか?                                                                         | 12人 （11、12人）                                                       | 25倍                                                                    | 糸井 -25→245                                                            | 青木 -20→430                                                            | 栗本 -6→106                                                             | +51 48935                                                               |
| 32 | 8月12日        | 8月13日～8月19日に発見されるコレラ患者の人数は何人か?                                                                           | 0人                                                                     | 100倍                                                                   | 糸井 -20→225                                                            | 青木 -10→420                                                            | 栗本 -6→100                                                             | +36 48971                                                               |
| 33 | 8月19日        | 8月22日に行われる放送衛星BS-3bの打ち上げは成功するか?                                                                           | 延期する                                                                | 4倍                                                                     | 鴻上 -1→1                                                               | 青木 +900→1320                                                          | 泉 +150→303                                                             | -1049 47922                                                             |
| 34 | 8月19日        | 8月23日の夜8時～11時の間に ヨコハマグランドインターコンチネンタルホテルに 何組のカップルがチェックインするか?                   | 28組 （20～29組）                                                       | 10倍                                                                    | 鴻上 +9→10                                                              | 青木 +180→1500                                                          | 泉 -50→253                                                              | -139 47783                                                              |
| 35 | 9月2日         | 9月4日、日本武道館の全日本プロレスタッグマッチで ジャイアント馬場が使う決め技は何か?                                            | ラッシャー木村がフォール （他の選手がフォール）                         | 20倍                                                                    | 糸井 -20→205                                                            | 青木 -30→1470                                                           | 秋元 -19→800                                                            | +69 47852                                                               |
| 36 | 9月2日         | 9月3日のテレビ朝日「ニュースステーション」で 久米宏がサッチャーに聞く最初の質問は何か?                                          | 何とお呼びしたら よろしいんでしょうか （その他の質問）                  | 2倍                                                                     | 糸井 -30→175                                                            | 青木 +20→1490                                                           | 秋元 -200→600                                                           | +210 48062                                                              |
| 37 | 9月9日         | 「FRIDAY」に「幸福の科学」関連の記事は 何ページ掲載されるか?                                                                    | 4ページ                                                                 | 5倍                                                                     | 泉 -3→250                                                               | 青木 +80→1570                                                           | 栗本 -5→95                                                              | -72 47990                                                               |
| 38 | 9月9日         | 9月16日放送のTBS『水戸黄門』の中で 由美かおるは午後8時何分に入浴するか                                                          | 20時18分                                                                | 2倍                                                                     | 泉 -8→242                                                               | 青木 -20→1550                                                           | 栗本 -2→93                                                              | +30 48020                                                               |
| 39 | 9月16日        | 国連総会で北朝鮮の加盟が決定した翌日 労働新聞はこの記事をどう扱うか                                                             | 南北朝鮮加盟のみ                                                        | 5倍                                                                     | 鴻上 -4→6                                                               | 青木 +200→1750                                                          | 糸井 -10→165                                                            | -186 47834                                                              |
| 40 | 9月16日        | 9月19日のプロボクシング世界バンタム級タイトルマッチで 辰吉丈一郎選手が負けた場合どうなるか?                                     | 勝利                                                                    | 2倍                                                                     | 鴻上 -2→4                                                               | 青木 -20→1730                                                           | 糸井 +100→265                                                           | -78 47756                                                               |
| 41 | 9月23日        | 名古屋駅地下街テルミナ店で試験販売されるマクドナルドの 新中華弁当『マックチャオ』の販売数は?                                    | 224個 （100個以上）                                                     | 12倍                                                                    | 泉 +55→297                                                              | 青木 -30→1700                                                           | えのきど +110→230                                                       | -135 47621                                                              |
| 42 | 9月23日        | 勝新太郎が9月24日開廷の第3回公判で 裁判官から何回注意を受けるか?                                                                | 0回                                                                     | 35倍                                                                    | 泉 -5→292                                                               | 青木 -10→1690                                                           | えのきど -10→220                                                        | +25 47646                                                               |
| 43 | 10月7日        | 10月10日に発表されるノーベル平和賞を受賞するのは誰か?                                                                           | アウンサンスーチー （その他）                                           | 20倍                                                                    | 糸井 -30→235                                                            | 井上 -20→80                                                             | 秋元 -110→490                                                           | +160 47781                                                              |
| 44 | 10月7日        | 10月に始まるフジテレビの深夜新番組のうち テレビ情報誌記者の投票で一番人気を得る番組は?                                          | カルトQ                                                                 | 3倍                                                                     | 糸井 +170→405                                                           | 井上 +80→160                                                            | 秋元 -300→190                                                           | +50 47831                                                               |
| 45 | 10月7日        | 10月10日体育の日に海部首相が垂直跳びで何cm跳ぶか?                                                                               | 水泳をする                                                              | 10倍                                                                    | 糸井 +90→495                                                            | 井上 -40→120                                                            | 秋元 +90→280                                                            | -140 47691                                                              |
| 46 | 10月14日       | 三塚博が、『ニュースステーション』の番組内で約束した 「自民党総裁選立候補を取りやめたときには丸坊主になる」 という公約を守るか? | 立候補を取りやめない                                                    | 3倍                                                                     | 糸井 -20→475                                                            | 青木 +60→1750                                                           | 秋元 -50→230                                                            | +10 47701                                                               |
| 47 | 10月14日       | 『サンデースポーツ』のF1日本グランプリのニュースにて 何個のフジサンケイグループの目玉マークが映るか?                            | 7個 （9個以下）                                                         | 100倍                                                                   | 糸井 +2970 →3445                                                        | 青木 -20→1730                                                           | 秋元 +990→1220                                                          | -3940 43761                                                             |
| 48 | 10月21日       | 日本シリーズの優勝祝賀会当日の『プロ野球ニュース』で どのメーカーのビールが最も多く映るか?                                      | サッポロビール                                                          | 9倍                                                                     | 糸井 -1→3444                                                            | 栗本 -10→83                                                             | 秋元 -10→1210                                                           | +21 43782                                                               |
| 49 | 10月21日       | 宮澤喜一がマスコミの前で、自民党総裁の椅子に座って その一言目に何と言うか?                                                      | 写真用ですから （その他）                                               | 6倍                                                                     | 糸井 -200→3244                                                          | 栗本 -10→73                                                             | 秋元 -100→1110                                                          | +310 44092                                                              |
| 50 | 10月28日       | 秋篠宮家の内親王様のお名前の由来は?                                                                                             | その他の理由                                                            | 8倍                                                                     | 栗本 -5→68                                                              | 青木 -20→1710                                                           | 泉 -3→289                                                               | +28 44120                                                               |
| 51 | 10月28日       | 10月31日に中間報告される来年用アイドルカレンダーの中で 一番売れるのは誰か?                                                      | かとうれいこ                                                            | 12倍                                                                    | 栗本 -5→63                                                              | 青木 -20→1690                                                           | 泉 -7→282                                                               | +32 44152                                                               |
| 52 | 11月4日        | 毎日新聞の題字が新しくなった最初の日（11月5日）の 朝刊目次トップは何の記事か?                                                   | 国際面                                                                  | 3倍                                                                     | 秋元 +400→1510                                                          | 青木 -30→1660                                                           | 黒鉄 +50→150                                                            | -420 43732                                                              |
| 53 | 11月4日        | 青山学院初等部の受験で手編みベストを着用する男子の割合は?                                                                       | 39.5% （30%台）                                                         | 6倍                                                                     | 秋元 -200→1310                                                          | 青木 -20→1640                                                           | 黒鉄 -50→100                                                            | +270 44002                                                              |
| 54 | 11月11日       | ロッテオリオンズの新しいチーム名は 何に因んだものになるか?                                                                      | マリーンズ （海をイメージ）                                             | 3倍                                                                     | 泉 +8→290                                                               | 青木 +40→1680                                                           | 秋元 -200→1110                                                          | +152 44154                                                              |
| 55 | 11月11日       | 雑誌『Hanako』のクリスマスプレゼント特集記事での 価格帯は何万円台になるか?                                                      | 3万円台                                                                 | 8倍                                                                     | 泉 +35→325                                                              | 青木 -30→1650                                                           | 秋元 -50→1060                                                           | +45 44199                                                               |
| 56 | 11月18日       | 松任谷由実のニューアルバム『DAWN PURPLE』の 発売3日間の売上げ枚数は?                                                            | 73万1685枚 （70～75万枚未満）                                           | 16倍                                                                    | 糸井 -1000 →2244                                                        | 青木 -40→1610                                                           | 秋元 -100→960                                                           | +1140 45339                                                             |
| 57 | 11月18日       | TBS『大岡越前』での“大岡裁き”はどうなるか?                                                                                      | 自害 （お咎めなし）                                                     | 8倍                                                                     | 糸井 -20→2224                                                           | 青木 -20→1590                                                           | 秋元 +420→1380                                                          | -380 44959                                                              |
| 58 | 11月25日       | 新語・流行語大賞での新語部門金賞は何か?                                                                                         | 火砕流                                                                  | 25倍                                                                    | 栗本 -3→60                                                              | 青木 -20→1570                                                           | 泉 -6→319                                                               | +29 44988                                                               |
| 59 | 11月25日       | 高知県知事選で橋本大二郎候補が 選挙運動最終日[11月30日の8時から20時までに 何枚の記念写真に納まるか?                             | 4枚 （4枚以下）                                                         | 10倍                                                                    | 栗本 +45→105                                                            | 青木 -10→1560                                                           | 泉 +72→391                                                              | -107 44881                                                              |
| 60 | 12月9日        | 真珠湾攻撃50周年の式典の中で ブッシュ大統領は「貿易摩擦」という言葉を使うか?                                                    | 「貿易摩擦」を使わず 経済問題に触れる                                   | 3倍                                                                     | 鴻上 +2→6                                                               | 青木 -30→1530                                                           | 陣内 -10→90                                                             | +38 44919                                                               |
| 61 | 12月9日        | 12月5日放送の日本テレビ『ごちそうさま』で 味の素を何回使うか?                                                                   | 使わず                                                                  | 18倍                                                                    | 鴻上 -1→5                                                               | 青木 -20→1510                                                           | 陣内 -10→80                                                             | +31 44950                                                               |
| 62 | 12月16日       | 『NHK紅白歌合戦』で歌われる曲の新曲率は何%か?                                                                                   | 62.5% （55%～65%未満）                                                  | 6倍                                                                     | 鴻上 -1→4                                                               | 青木 +150→1660                                                          | 泉 +50→441                                                              | -199 44751                                                              |
| 63 | 12月16日       | 雑誌『GORO』最終号の表紙を飾るのは誰か?                                                                                         | 宮沢りえ                                                                | 4倍                                                                     | 鴻上 -2→2                                                               | 青木 -20→1640                                                           | 泉 -3→438                                                               | +25 44776                                                               |
| 64 | 12月23日       | '91 - '92日本カー・オブ・ザ・イヤーを受賞する車は何か?                                                                          | ホンダ・シビック                                                        | 3倍                                                                     | 糸井 +2060 →4284                                                        | 青木 +800→2440                                                          | 黒鉄 -40→60                                                             | -2820 41956                                                             |
| 65 | 12月23日       | 『男はつらいよ 寅次郎の告白』で柴又に帰ってきた寅さんを 最初に見つけるのは誰か?                                                 | タコ社長                                                                | 6倍                                                                     | 糸井 -100→4184                                                          | 青木 -50→2390                                                           | 黒鉄 -40→20                                                             | +190 42146                                                              |
| 66 | 12月30日       | プラネット・ハリウッドで開店の11時までに 何人が並ぶか?                                                                          | 153人 （150～169人）                                                    | 4倍                                                                     | 陣内 -80→0                                                              | 秋元 -200→1180                                                          | 泉 -6→432                                                               | +286 42432                                                              |
| 67 | 12月30日       | 来日するブッシュ大統領を 宮沢首相がどのように出迎えるか?                                                                        | 片手で握手                                                              | 4倍                                                                     | 陣内 -100→-100                                                          | 秋元 -150→1030                                                          | 泉 -9→423                                                               | +259 45010                                                              |
| 68 | 12月30日       | 箱根駅伝で、山梨学院大学の ジョセフ・オツオリ選手は何人抜くか?                                                                  | 3人 （3人以下）                                                         | 16倍                                                                    | 陣内 -100→-200                                                          | 秋元 -50→980                                                            | 泉 -13→410                                                              | +163 44914                                                              |
| 69 | 12月30日       | 1月1日、新年の「おめでとう」を言うのが 最も遅いテレビ局はどこか?                                                                | テレビ東京                                                              | 87倍                                                                    | 陣内 -200→-400                                                          | 秋元 -100→880                                                           | 泉 -200→210                                                             | +500 45414                                                              |
| 70 | 1992年 1月13日 | 東京23区の成人式で出席率の一番高い区はどこか?                                                                                   | 足立区                                                                  | 3倍                                                                     | 鴻上 -1→1                                                               | 青木 -150→2240                                                          | 泉 -20→190                                                              | +171 45585                                                              |
| 71 | 1992年 1月13日 | NHKタレント好感度1位になる女性タレントは誰か?                                                                                   | 山田邦子                                                                | 2倍                                                                     | 鴻上 +1→2                                                               | 青木 -50→2190                                                           | 泉 +50→240                                                              | -1 45584                                                                |
| 72 | 1月20日        | アントン・ウィッキーが日本テレビ『ズームイン!!朝!』の ワンポイント英会話で最初の相手に質問するまでの時間は?                     | 59秒 （45秒以上）                                                       | 4倍                                                                     | 糸井 -300→3484                                                          | 青木 +300→2490                                                          | 黒鉄 -10→10                                                             | +10 45594                                                               |
| 73 | 1月20日        | 大川端リバーシティ21のシティフロントタワーの 最高額物件（2億870万円）の申し込み倍率は?                                          | 55倍 （50倍以上）                                                       | 12倍                                                                    | 糸井 -100→3384                                                          | 青木 -150→2340                                                          | 黒鉄 -10→0                                                              | +260 45854                                                              |
| 74 | 1月27日        | エリツィン大統領は3日間の外遊で 何回ネクタイを取り替えるか?                                                                     | 3日間を2本で通す                                                        | 3倍                                                                     | 糸井 -100→3284                                                          | 青木 -100→2240                                                          | 鴻上 +2→4                                                               | +198 46052                                                              |
| 75 | 1月27日        | 陣幕親方（元千代の富士）の断髪式後の髪型は?                                                                                     | サイドバック                                                            | 5倍                                                                     | 糸井 +8000 →11284                                                       | 青木 +600→2840                                                          | 鴻上 -1→3                                                               | -8599 37453                                                             |
| 76 | 2月3日         | 東京国際マラソンで中山竹通選手が スペシャルドリンクを飲む回数は何回か?                                                          | 6回                                                                     | 4倍                                                                     | 糸井 -300 →10984                                                        | 青木 +600→3440                                                          | 鴻上 -1→2                                                               | -299 37154                                                              |
| 77 | 2月3日         | 今週のTVショッピングで最もスポットCMの 本数が多い商品は何か ?                                                                   | 深型収納ボックス 天然エメラルド ウォッチ （その他）                     | 8倍 13倍                                                                | 糸井 +12000 →22984                                                      | 青木 +1400 →4840                                                        | 鴻上 +14→16                                                             | -13414 23740                                                            |
| 78 | 2月10日        | 新宿小田急百貨店でバレンタインデーに一番売れる チョコレートのブランドは何か?                                                    | ノイハウス                                                              | 4倍                                                                     | 秋元 -100→780                                                           | 青木 +900→5740                                                          | 泉 -100→140                                                             | -700 23040                                                              |
| 79 | 2月10日        | バレーボール日本リーグ 新日鐵VSサントリー戦で 中垣内祐一選手は何本スパイクを打つか?                                             | 93本 （90本以上100本未満）                                              | 4倍                                                                     | 秋元 -200→580                                                           | 青木 -400→5340                                                          | 泉 -7→133                                                               | +607 23647                                                              |
| 80 | 2月17日        | ニューハンプシャー州のアメリカ合衆国大統領予備選挙で 1位になる民主党候補者は誰か?                                               | ポール・ソンガス                                                        | 2倍                                                                     | 栗本 +10→115                                                            | 青木 -500→4840                                                          | 秋元 +50→630                                                            | +440 24087                                                              |
| 81 | 2月17日        | きんさんぎんさんのCDは オリコンチャートに何位で登場するか?                                                                      | 78位 （71位～80位）                                                     | 15倍                                                                    | 栗本 -10→1050                                                           | 青木 -500→4340                                                          | 秋元 -500→130                                                           | +1010 25097                                                             |
| 82 | 3月2日         | バルセロナ五輪日本代表VSプロチームの野球交歓試合で プロはいくつの三振を取られるか」?                                            | 5個 （4、5個）                                                          | 12倍                                                                    | 糸井 +252791 →275775                                                    | 青木 +6600 →10940                                                       | 秋元 -120→10                                                            | -259271 -234174                                                         |
| 83 | 3月2日         | テレビ東京『ザ・スターボウリング』で 清水由貴子が何回「ナイスカン」と言うか?                                                    | 1回 （１、2回）                                                         | 12倍                                                                    | 糸井 +11 →275786                                                        | 青木 +11000 →21940                                                      | 秋元 -4→6                                                               | -11007 -245181                                                          |
| 84 | 3月15日        | 1992年度日本アカデミー賞最優秀作品賞は何か?                                                                                     | 息子                                                                    | 3倍                                                                     | 鴻上 +20→36                                                             | 青木 -1000 →20940                                                       | 泉 +6→139                                                               | +974 50974                                                              |
| 85 | 3月15日        | 今年の東京大学合格者の中で最も多い苗字は何か?                                                                                   | 佐藤                                                                    | 4倍                                                                     | 鴻上 -4→32                                                              | 青木 -5000 →15940                                                       | 泉 +15→154                                                              | +4981 55955                                                             |
| 86 | 3月22日        | 今世紀で一番偉大な人物「パーソン・オブ・ザ・センチュリー」は誰になるか?                                                         | 今世紀で一番偉大な人物「パーソン・オブ・ザ・センチュリー」は誰になるか? | 今世紀で一番偉大な人物「パーソン・オブ・ザ・センチュリー」は誰になるか? | 今世紀で一番偉大な人物「パーソン・オブ・ザ・センチュリー」は誰になるか? | 今世紀で一番偉大な人物「パーソン・オブ・ザ・センチュリー」は誰になるか? | 今世紀で一番偉大な人物「パーソン・オブ・ザ・センチュリー」は誰になるか? | 今世紀で一番偉大な人物「パーソン・オブ・ザ・センチュリー」は誰になるか? |